# Placídia (esposa de Olíbrio)
Placídia foi uma imperatriz-consorte romana do ocidente, esposa do imperador Olíbrio. Seu nome completo é incerto. A "Chronicle of the Roman Emperors: The reign by reign record of the rulers of Imperial Rome" (1995), de Chris Scarre, cita-o como sendo Galla Placidia Valentiniana ou Gala Placídia, a Jovem, segundo as normas romanas sobre nomes femininos.
Ela era a segunda filha de Valentiniano III e Licínia Eudóxia, irmã da princesa Eudócia, que se tornaria esposa de Hunerico, filho de Genserico, o rei dos vândalos. As duas foram batizadas em homenagem às suas avós: Eudócia em homenagem à materna, Élia Eudócia, e Placídia, à paterna, Gala Placídia.
Estima-se que Placídia tenha nascido entre 439 e 443.

## Casamento
Em 454 ou 455, Placídia se casou com Anício Olíbrio, um membro da família dos Anícios, bastante proeminente com membros conhecidos ativos tanto na Itália quanto na Gália. O relacionamento exato de Olíbrio com os demais membros da família não é conhecido, pois seus pais não foram citados pelo nome nas fontes primárias. Diversas teorias existem sobre suas identidades.
Originalmente, o imperador Valentiniano pretendia casar Placídia com um jovem chamado Majoriano (que seria imperador anos depois), que Oost descreve como tendo "se destacado numa função subalterna combatendo na Gália contra os francos sob o comando do próprio Aécio". O casamento teria, segundo os costumes romanos, ligado Majoriano à família imperial e ele entraria na linha sucessória do sogro. Quando Aécio soube do plano, obrigou Marjoriano a ficar em suas propriedades no campo em algum momento antes de 451 e ele só conseguiu voltar depois da morte dele. Aécio também tentou consolidar sua posição "compelindo o imperador a jurar-lhe amizade e a concordar com um noivado de Placídia com seu filho mais novo Gaudêncio".
Mommaerts e Kelley propuseram uma teoria pela qual Petrônio Máximo, o sucessor de Valentiniano III no trono romano do ocidente (455) estaria por trás do casamento de Placídia com Olíbrio. Eles argumentam que Olíbrio era provavelmente filho do próprio Petrônio presumindo que ele, uma vez no trono, não promoveria parentes distantes como sucessores em potencial. Segundo Hidácio, Petrônio teria arranjado o casamento de sua enteada mais velha, Eudócia, com Paládio, seu filho mais velho e césar. Eles sugerem que ele teria seguido o mesmo padrão ao arrumar o casamento de Placídia com um de seus filhos mais novos, tornando assim o casamento dos dois no terceiro casamento entre um membro da Dinastia teodosiana com um membro da família estendida dos Anicii num mesmo ano.

## Cativeiro entre os vândalos
De acordo com o cronista Malco, "por volta desta época, a imperatriz Eudóxia, a viúva do imperador Valentiniano e filha do imperador Teodósio e Eudócia, estava infeliz em Roma e, furiosa com o tirano Máximo por ele ter assassinado seu marido, chamou o vândalo Genserico, rei da África, contra ele, que governava em Roma. Ele chegou de repente em Roma com suas forças e capturou a cidade e, tendo destruído Máximo e todas as suas forças, levou tudo o que estava no palácio, até mesmo as estátuas de bronze. Ele chegou a levar consigo senadores que haviam sobrevivido e suas esposas como cativos; junto com eles, ele também levou para Cartago, na África, a imperatriz Eudóxia, que o havia convocado; sua filha Placídia, a esposa do patrício Olíbrio, que estava na época em Constantinopla; e até mesmo a donzela Eudócia. Depois de ter retornado, Geiserico deu a jovem Eudócia, uma donzela, filha da imperatriz Eudóxia, para seu filho Hunerico em casamento e ele tratou as duas, mãe e filha, com grandes honras" (Chron. 366).
Eudóxia estava, presumivelmente, seguindo o exemplo de sua cunhada, Justa Grata Honória, que havia convocado Átila, o Huno, para ajudá-la a evitar um casamento indesejado. Segundo Próspero, Máximo estava em Roma quando os vândalos chegaram e teria dado permissão para fugir para que conseguisse. Ele próprio teria tentado fugir, mas foi assassinado por seus escravos. Ele havia reinado por apenas setenta e sete dias. Seu corpo foi atirado no Tibre e jamais foi recuperado. Vítor de Tununa concorda, adicionando ainda que o papa Leão I negociou com Geiserico para proteger a população da cidade.
Hidácio atribui o assassinato às tropas amotinadas do exército romano, enfurecidas com a tentativa de fuga de Máximo. Já a Crônica Gálica de 511 afirma que quem o matou foi a turba enfurecida. Jordanes identifica um único assassino, um tal "Urso, um soldado romano". Sidônio Apolinário faz um comentário obscuro sobre um burgúndio cuja "liderança traidora" levou ao pânico a multidão, o que provocou a morte do imperador. Sua identidade é desconhecida, mas presumivelmente teria sido um general que não enfrentou os vândalos por algum motivo. Historiadores posteriores sugeriram dois burgúndios de alta-patente e possíveis candidatos, Gondioco e seu irmão, Quilperico. Ambos se juntariam a Teodorico II em sua invasão da Hispânia no final de 455.
Olíbrio estava em Constantinopla na ocasião do cerco, como anotou João Malalas, e ficou separado da esposa por todo o tempo do cativeiro. Ele teria supostamente visitado Daniel, o Estilita, que previu que Eudóxia e Placídia iriam retornar.

## Imperatriz
Prisco e João de Antioquia relatam que Genserico pensou em colocar Olíbrio no trono do Império Romano do Ocidente logo depois da morte de Majoriano em 461. Por conta de seu casamento com Placídia, Olíbrio poderia ser considerado tanto um herdeiro da Dinastia teodosiana como um membro da família real vândala. Em 465, Líbio Severo morreu e Genserico novamente propôs Olíbrio como seu candidato ao trono. Procópio relata que Olíbrio mantinha um relacionamento razoável com seu aliado vândalo.
De acordo com os relatos de Prisco de Pânio, Procópio, Malalas, Teodoro Lector, Evágrio Escolástico, Teófanes, o Confessor, Zonaras e Jorge Cedreno, Placídia teria passado por volta de seis ou sete anos prisioneira em Cartago. Em 461 ou 462, Leão I, o Trácio, imperador romano do Oriente, pagou um grande resgate pelas duas. Placídia parece então ter passado o resto da vida em Constantinopla.
Em 472, o imperador do ocidente, Antêmio, se envolveu numa guerra civil com seu mestre dos soldados (magister militum) e genro Ricímero. De acordo com João Malalas, o imperador do oriente, Leão, decidiu intervir e enviou Olíbrio para acabar com a disputa. Ele também teria sido instruído a oferecer um tratado de paz a Genserico em nome de Leão. Porém, o imperador enviou também Modesto, um outro mensageiro, a Antêmio com um conjunto diferente de instruções. Ele pediu ao imperador do ocidente que assassinasse tanto Ricímero quanto Olíbrio. Porém, Ricímero havia posicionado godos leais a ele nos portos de Roma e de Óstia Antiga e eles interceptaram Modesto, entregando mensagem e mensageiro a Ricímero. O mestre dos soldados revelou o conteúdo da mensagem a Olíbrio e os dois formaram uma nova aliança contra seus antigos mestres.
Em abril ou maio de 472, Olíbrio foi proclamado imperador e outra guerra civil se iniciou. João de Antioquia alega que Antêmio era apoiado pela maior parte da população romana e Ricímero, pelos mercenários bárbaros. Odoacro, líder dos federados, se juntou à causa de Ricímero, assim como Gundebaldo, sobrinho de Ricímero. De acordo com Malalas e João, Gundebaldo conseguiu assassinar Antêmio no final do conflito. Eles alegam que ele havia sido abandonado por seus seguidores e buscou refúgio numa igreja, o que não impediu Gundebaldo de matá-lo. Os dois cronistas, conteúdo, divergem sobre onde teria acontecido o evento. Malalas afirma que foi na Antiga Basílica de São Pedro enquanto que o antioqueno diz que foi em Santa Maria in Trastevere. Porém, Cassiodoro, Conde Marcelino e Procópio relatam que Antêmio foi morto pelo próprio Ricímero. A Crônica Gálica de 511 menciona ambas as teorias, incerta sobre qual dos dois foi o assassino.
Com a morte de Antêmio, Olíbrio se tornou o imperador e Placídia, sua imperatriz-consorte, mesmo sem deixar Constantinopla, onde ficou com a filha. Em 18 de agosto, Ricímero morreu de "febre maligna" e Paulo, o Diácono, relata que Olíbrio fez de Gundebaldo, em seguida, seu patrício.
Em 22 de outubro ou 2 de novembro, Olíbrio morreu, o que João de Antioquia atribui a um edema. Cassiodoro e Magno Felix Enódio relatam sua morte sem indicar a causa, mas todos fazem referência à brevidade de seu reinado.
Em 478, Malco reporta que "embaixadores chegaram no Império Bizantino vindos de Cartago liderados por Alexandre, o guardião da esposa de Olíbrio [Placídia]. Ele havia sido enviado anteriormente para lá por Zenão com a concordância da própria Placídia. Os embaixadores disseram que Hunerico havia se tornado um verdadeiro amigo do imperador e adorava tanto as coisas romanas que renunciava a tudo o que havia reivindicado antes das receitas públicas e também a outros recursos que Leão havia antes tomado de sua esposa [Eudócia]... Ele agradeceu pelo imperador ter honrado a esposa de Olíbrio...". Placídia foi mencionada pela última vez por volta de 484.
Placídia foi provavelmente a última imperatriz-consorte romana do ocidente conhecida pelo nome. Glicério e Rômulo Augusto não se casaram. Júlio Nepos casou-se com uma sobrinha de nome desconhecido de Élia Verina e Leão I, o Trácio.

## Filhos
Sua única filha conhecida foi Anícia Juliana, nascida por volta de 462, que passou a vida toda na corte pré-justiniana de Constantinopla. Ela era considerada "tanto a mais aristocrática quanto a mais rica habitante". Oost comenta que "através dela, os descendentes de Gala Placídia [avó de Placídia] se inseriram na nobreza do Império do Oriente".